# Fußball-Weltmeisterschaft 1958/Frankreich
Dieser Artikel behandelt die französische Nationalmannschaft bei der Fußball-Weltmeisterschaft 1958.

## Qualifikation
| Frankreich | - | Belgien    | 6:3 |
| Frankreich | - | Island     | 8:0 |
| Island     | - | Frankreich | 1:5 |
| Belgien    | - | Frankreich | 0:0 |

Durch das Remis in Brüssel konnten les Bleus ein Entscheidungsspiel um den Gruppensieg gegen ihren alten Rivalen Belgien vermeiden – das Torverhältnis zählte seinerzeit weder in der Qualifikation noch in der WM-Endrunde bei Punktgleichheit, wenn davon das Weiterkommen abhing – und qualifizierten sich so auf direktem Weg für die Endrunde in Schweden.
Frankreichs 19 Tore erzielten: Thadée Cisowski (7), der mit 5 Treffern die „roten Teufel“ im Hinspiel fast im Alleingang abgeschossen hatte, außerdem Jean Vincent (3), Joseph Ujlaki, Roger Piantoni, Célestin Oliver (je 2), Maryan Wisnieski, René Dereuddre und Saïd Brahimi (je 1).

## Vorbereitung und französisches Aufgebot
In Frankreich war man vor dieser WM-Endrunde keineswegs sonderlich optimistisch, denn die Nationalelf hatte bis zur Abreise eine denkbar schwache Saisonleistung geboten: abgesehen vom Qualifikationssieg auf Island hatte sie 1957/58 vier Unentschieden und zwei Niederlagen zu verzeichnen. Nach dem torlosen Remis gegen Belgien analysierte Gabriel Hanot in der Équipe, die Bleus seien „eine Mannschaft ohne Charakter, ohne Initiative, ohne Schwung, die sich mit Abwarten zufrieden gegeben“ habe und deren Auftritt einem „nur mittelmäßigen Zweitligaspiel entsprach, bei dem auf dem Rasen [bestenfalls] guter Wille, aber keine Klasse“ zu erkennen gewesen sei.
Unklar war auch die Frage, ob Just Fontaine seine Torjägerqualitäten endlich einmal im blauen Dress zur Geltung bringen könnte, zumal der andere Aspirant auf die Mittelstürmerposition, René Bliard (Stade de Reims) nach einer Trainingsverletzung aus Schweden abreisen musste und durch Raymond Bellot ersetzt wurde. Immerhin hatte das Auswahlkomitee des Verbandes FFF unter Paul Nicolas und Trainer Albert Batteux den genialen Kopf der Mannschaft, Raymond Kopa, nach längerer Nationalelfabstinenz wieder aufgeboten (und dafür Joseph Ujlaki von OGC Nizza zuhause gelassen). Gerade diese beiden personellen Entscheidungen sollten sich als außerordentlich gelungener Schachzug herausstellen.
Hinzu kam, dass vier Spieler (darunter zwei Stürmer) der angedachten Stammbesetzung die Reise nach Schweden nicht antreten konnten: Thadée Cisowski (RC Paris) verletzte sich kurz zuvor, und die in Algerien gebürtigen Rachid Mekhloufi (AS Saint-Étienne), Abdelaziz Ben Tifour und Mustapha Zitouni (beide AS Monaco) hatten sich entschlossen, im Unabhängigkeitskampf ihres Heimatlandes den Front de Libération Nationale (FLN) gegen die französische Herrschaft zu unterstützen. Nachdem sie im April 1958 in einer algerischen FLN-„Nationalmannschaft“ gespielt hatten, berücksichtigte sie der französische Fußballverband nicht mehr. Der Blick der französischen Öffentlichkeit war in den Maitagen 1958 auch kaum auf den Fußball, sondern auf die sich überstürzenden Ereignisse in Algier, Oran und Constantine sowie auf das Ende der Vierten Republik im eigenen Land gerichtet.
Von zentraler Bedeutung für das Zusammenwachsen des Aufgebots war Nicolas’ und Batteux’ Maßnahme im Vorfeld des Turniers, den Nationalmannschaftskader ab Januar 1958 wiederholt zu ein- bis zweitägigen Trainingslagern und -spielen zusammenzurufen – ebenso ein bis dahin unbekannter Vorgang in der Geschichte der Équipe Tricolore wie die Tatsache, dass die 21 Auserwählten (Kopa erhielt von Real erst einige Tage später, nach dem siegreichen Europapokalfinale, frei), ihre beiden Trainer, Sélectionneur Nicolas, dazu der Mannschaftsarzt, ein Physiotherapeut und ein Koch bereits fast drei Wochen vor Turnierbeginn anreisten und Quartier im innerschwedischen, sehr abgeschiedenen Kopparberg bezogen. Die erste Woche diente ausschließlich der Rekreation: die Reimser Spieler beispielsweise hatten in der abgelaufenen Saison, die sie als Meister und Pokalsieger beendeten, bis zu 82(!) Partien bestritten, darunter etliche internationale Freundschaftsspiele mit anstrengenden Reisen (u. a. noch im Frühjahr nach Argentinien). Anschließend spielte sich die Équipe tricolore in zahlreichen Freundschaftsbegegnungen gegen lokale Amateurteams 14 Tage lang ein, und es entwickelte sich eine Art „Geist von Kopparberg“, ein dem westdeutschen „Geist von Spiez“ vier Jahre zuvor nicht unähnlicher Mythos.
| Nummer / Name | Nummer / Name                | Damaliger Verein    | Geburtstag | Spiele   | Tore     | Platzverw. |          |          |
| Torhüter      | Torhüter                     | Torhüter            | Torhüter   | Torhüter | Torhüter | Torhüter   | Torhüter | Torhüter |
| ------------- | ---------------------------- | ------------------- | ---------- | -------- | -------- | ---------- | -------- | -------- |
| 01            | Claude Abbes                 | AS Saint-Étienne    | 24.05.1927 | 4        | 0        | 0          |          |          |
| 02            | Dominique Colonna            | Stade de Reims      | 04.09.1928 | 0        | 0        | 0          |          |          |
| 03            | François Remetter            | Girondins Bordeaux  | 08.08.1928 | 2        | 0        | 0          |          |          |
| Verteidiger   |                              |                     |            |          |          |            |          |          |
| 04            | Raymond Kaelbel              | AS Monaco           | 31.01.1932 | 6        | 0        | 0          |          |          |
| 05            | André Lerond                 | Olympique Lyon      | 06.12.1930 | 6        | 0        | 0          |          |          |
| 06            | Roger Marche                 | Racing Paris        | 05.03.1924 | 1        | 0        | 0          |          |          |
| 07            | Robert Mouynet               | Olympique Lyon      | 25.03.1930 | 0        | 0        | 0          |          |          |
| Läufer        |                              |                     |            |          |          |            |          |          |
| 08            | Bernard Chiarelli            | US Valenciennes     | 24.02.1934 | 0        | 0        | 0          |          |          |
| 09            | Kazimir Hnatow               | SCO Angers          | 09.01.1929 | 0        | 0        | 0          |          |          |
| 10            | Robert Jonquet               | Stade de Reims      | 03.05.1925 | 5        | 0        | 0          |          |          |
| 11            | Maurice Lafont               | Olympique Nîmes     | 13.09.1927 | 1        | 0        | 0          |          |          |
| 12            | Jean-Jacques Marcel          | Olympique Marseille | 13.06.1931 | 5        | 0        | 0          |          |          |
| 13            | Armand Penverne              | Stade de Reims      | 26.11.1926 | 6        | 0        | 0          |          |          |
| Stürmer       |                              |                     |            |          |          |            |          |          |
| 14            | Raymond Bellot (a)           | AS Monaco           | 09.06.1929 | 0        | 0        | 0          |          |          |
| 15            | Stéphane Bruey               | SCO Angers          | 01.12.1932 | 0        | 0        | 0          |          |          |
| 16            | Yvon Douis                   | Lille OSC           | 16.05.1935 | 1        | 1        | 0          |          |          |
| 17            | Just Fontaine                | Stade de Reims      | 18.08.1933 | 6        | 13       | 0          |          |          |
| 18            | Raymond Kopa                 | Real Madrid         | 13.10.1931 | 6        | 3        | 0          |          |          |
| 19            | Célestin Oliver              | UA Sedan-Torcy      | 12.07.1930 | 0        | 0        | 0          |          |          |
| 20            | Roger Piantoni               | Stade de Reims      | 26.12.1931 | 5        | 3        | 0          |          |          |
| 21            | Jean Vincent                 | Stade de Reims      | 29.11.1930 | 6        | 1        | 0          |          |          |
| 22            | Maryan Wisnieski             | RC Lens             | 01.02.1937 | 6        | 2        | 0          |          |          |
| Trainer       |                              |                     |            |          |          |            |          |          |
|               | Albert Batteux               |                     | 02.07.1919 |          |          |            |          |          |
|               | Jean Snella (Co-Trainer)     |                     | 09.12.1914 |          |          |            |          |          |
|               | Paul Nicolas (Sélectionneur) |                     | 04.11.1899 |          |          |            |          |          |

## Spiele der französischen Mannschaft

### Vorrunde
Frankreich spielte in Gruppe 2 mit Jugoslawien, Paraguay und Schottland. Dabei stützte sich das Trainergespann auf das bewährte Korsett von fünf Reimser Spielern (bzw. sechs mit dem Ex-Rémois Kopa) und stellte die Mannschaft praktisch in allen drei Gruppenspielen gleich auf (im sogenannten WM-System, wobei der Mittelläufer Jonquet als letzter Mann zwischen den beiden Verteidigern fungierte):
| Remetter  |           |          |          |          |          |
| Kaelbel   | Kaelbel   | Jonquet  | Jonquet  | Lerond   | Lerond   |
| Penverne  | Penverne  | Penverne | Marcel   | Marcel   | Marcel   |
| Kopa      | Kopa      | Kopa     | Piantoni | Piantoni | Piantoni |
| Wisnieski | Wisnieski | Fontaine | Fontaine | Vincent  | Vincent  |

Es gab lediglich zwei personelle Veränderungen: gegen die Jugoslawen wurde der angeschlagene Marcel durch Verteidiger Marche, einen weiteren ehemaligen Reimser, ersetzt (dafür rückte Lerond in die Läuferreihe), und nach dieser Niederlage musste Torhüter Remetter seinen Platz bis zum Turnierende für Abbes räumen.
| Frankreich | - | Paraguay    | 7:3 (2:2) |
| Frankreich | - | Jugoslawien | 2:3 (1:1) |
| Frankreich | - | Schottland  | 2:1 (2:0) |

Spielberichte
Gegen Paraguay am 8. Juni im Idrottsparken von Norrköping vor 16.530 Zuschauern; SR: Gardeazabal (Spanien):
0:1 Florencio Amarilla (20.), 1:1 Fontaine (24.), 2:1 Fontaine (30.), 2:2 Florencio Amarilla (43., FE) – 2:3 Jorge Romero (50.), 3:3 Piantoni (51.), 4:3 Wisnieski (62.), 5:3 Fontaine (68.), 6:3 Kopa (70.), 7:3 Vincent (84.)
Im Auftaktspiel taten sich die Franzosen zunächst recht schwer, mussten gegen die in Europa kaum bekannten, unbekümmert aufspielenden Paraguayer (deren Mannschaft ein Durchschnittsalter von nicht einmal 23 Jahren aufwies) zu Beginn beider Spielhälften einen Rückstand aufholen und Torwart Remetter machte nicht den sichersten Eindruck – aber ab der 50. Minute rollte die Angriffsmaschine, der neue Innensturm harmonierte glänzend und traf im Sechs-Minuten-Takt, so dass die Südamerikaner am Ende froh sein konnten, nicht mehr als sieben Treffer kassiert zu haben.
Gegen Jugoslawien am 11. Juni im Arosvallen von Västerås vor 12.220 Zuschauern; SR: Griffiths (Wales):
1:0 Fontaine (4.), 1:1 Aleksandar Petaković (16.) – 1:2 Todor Veselinović (63.), 2:2 Fontaine (85.), 2:3 Todor Veselinovic (87.)
Drei Tage später gegen Jugoslawien, den Angstgegner der Bleus, nützte auch die verstärkte Deckung wenig, weil erneut Remetter ein Schwachpunkt war. Dabei gestaltete Frankreich die Begegnung durchweg überlegen: die Elf vom Balkan war sehr defensiv eingestellt und beschränkte sich auf wenige, dann aber gefährliche Konter. Schlüsselspieler der Jugoslawen waren Torhüter Vladimir Beara, der die französischen Stürmer zur Verzweiflung brachte, und Branko Zebec, der Raymond Kopa nicht wie gewohnt zur Entfaltung kommen ließ. Der Traum vom Remis, als Fontaine in der 85. Minute mit seinem bereits fünften WM-Treffer das 2:2 erzielte, währte nur zwei Minuten, dann musste Remetter erneut hinter sich greifen, wodurch der Spielverlauf auf den Kopf gestellt wurde.
Gegen Schottland am 15. Juni im Eyravallen von Örebro vor 13.550 Zuschauern; SR: Brozzi (Argentinien):
1:0 Kopa (22.), 2:0 Fontaine (45.) – 2:1 Samuel Baird (65.) – Besonderes: Baird verschießt Foulelfmeter (33.)
Gegen Schottland ging es darum, ein mögliches Entscheidungsspiel zu vermeiden – und dafür war unbedingt ein Sieg erforderlich. Mit Abbes im Tor spielte die Abwehr sicherer, Baird konnte die frühe Ausgleichschance nicht nutzen (er setzte einen Strafstoß an den Pfosten) und vorne hatten Kopa und Fontaine bis zur Pause schon einen beruhigenden Vorsprung herausgeschossen, der auch durch das Anschlusstor der Schotten nicht mehr ernsthaft in Gefahr geriet – im Gegenteil: die Schotten verdankten es alleine ihrem Ersatzkeeper William Brown, der rund ein halbes Dutzend „todsichere“ Chancen vereitelte, dass sie nicht noch ganz böse unter die Räder der französischen Angriffsmaschine gerieten.

### Viertelfinale
Frankreich –  Nordirland 4:0 (1:0)
Am 19. Juni im Idrottsparken von Norrköping vor 11.800 Zuschauern; SR: Gardeazabal (Spanien):
1:0 Wisnieski (44.) – 2:0 Fontaine (56.), 3:0 Fontaine (65.), 4:0 Piantoni (68.)
Die Elf des letzten Gruppenspiels gegen Schottland erhielt auch gegen die nordirische Überraschungsmannschaft das Vertrauen ihres Trainers: Abbes; Kaelbel, Jonquet, Lerond; Penverne, Marcel; Kopa, Piantoni; Wisnieski, Fontaine, Vincent.
Die Nordiren mussten nur 48 Stunden nach ihrem 120-minütigen Entscheidungsspiel gegen die CSSR erneut antreten, hatten in dieser Zeit auch noch eine 500-km-Bustour von Malmö nach Norrköping zu bewältigen. 43 Minuten lang konnten die Mannen um Goalie Gregg („Der Mann im gelben Sweater“), den routinierten Außenläufer Blanchflower und den torgefährlichen McParland den spielfreudigen Franzosen noch standhalten – aber Wisnieskis Treffer kurz vor dem Pausenpfiff brach die Moral der Nordiren, und nach dem Seitenwechsel erzielten Fontaine und Piantoni binnen 12 Minuten drei weitere Tore, schonten sich dann sichtlich bereits für die folgende Partie.

### Halbfinale
Frankreich –  Brasilien 2:5 (1:2)
Am 24. Juni im Råsunda-Stadion von Stockholm vor 27.100 Zuschauern; SR: Griffiths (Wales):
0:1 Vavá (2.), 1:1 Fontaine (9.), 1:2 Didi (39.) – 1:3 Pelé (52.), 1:4 Pelé (64.), 1:5 Pelé (75.), 2:5 Piantoni (82.) – Besonderes: Während des gesamten Spiels wurde die Rundfunkreportage des anderen Halbfinals über die Stadionlautsprecher übertragen.
Auch gegen die Seleção liefen die Franzosen verständlicherweise in unveränderter Aufstellung auf.
Mit Brasilien und Frankreich trafen im Halbfinale die attraktivsten Formationen des Turniers aufeinander, und sie enttäuschten die Zuschauer nicht, die trotz des gleichzeitig stattfindenden Spiels ihrer Tre kronar den Weg ins Rasunda-Stadion gefunden hatten: sie bekamen ein hochklassiges, in der 1. Hälfte zudem dramatisches Duell zweier Verfechter des technisch hochstehenden Angriffsfußballs geboten. Beim Stand von 1:1 (Fontaines Ausgleich nach einem grandiosen Kopa-Solo durch die gesamte brasilianische Abwehr war der erste Gegentreffer, den Torwart Gilmar in diesem Turnier hinnehmen musste) kam es nach gut einer halben Stunde zu einem heftigen Zusammenprall zwischen Mittelstürmer Vavá und Frankreichs Abwehrchef Jonquet, der nach längerer Behandlungsunterbrechung mit schmerzverzerrtem Gesicht auf den Rasen zurückkehrte, sich kaum noch bewegen konnte und bis zur Pause an der linken Außenlinie herumstand. In dieser Situation gelang Didi gegen eine umgestellte französische Abwehr ein sehenswerter Treffer zur 2:1-Führung. Da Auswechslungen damals noch nicht erlaubt waren, bekam Jonquet in der Halbzeitpause eine schmerzstillende Spritze und kehrte auf das Spielfeld zurück. Pelés Hattrick zwischen der 52. und der 75. Minute war eine Augenweide, verzerrte aber die tatsächlichen Spielanteile in dieser Begegnung – und die Équipe tricolore steckte auch danach nicht auf, was durch Piantonis Tor belohnt wurde. Nach dem Schlusspfiff fiel der tapfere Jonquet kurzzeitig in Ohnmacht; die Schmerzen des anschließend diagnostizierten doppelten Schienbeinbruchs müssen unerträglich gewesen sein.

### Spiel um Platz 3
Frankreich –  BR Deutschland 6:3 (3:1)
Am 28. Juni im Ullevi-Stadion von Göteborg vor 32.480 Zuschauern; SR: Brozzi (Argentinien):
1:0 Fontaine (15.), 1:1 Cieslarczyk (17.), 2:1 Kopa (27., FE), 3:1 Fontaine (36.) – 4:1 Douis (50.), 4:2 Rahn (52.), 5:2 Fontaine (77.), 5:3 Schäfer (83.), 6:3 Fontaine (89.) – Besonderes: Kopa foult Szymaniak platzverweiswürdig (54.), bekommt aber selbst den Freistoß zugesprochen und entschuldigt sich direkt nach dem Abpfiff unaufgefordert für seine Unbeherrschtheit.
Zu diesem Spiel wurde die Mannschaft nur wegen Verletzungen auf zwei Positionen verändert, weil Trainer Batteux das „kleine Finale“ so ernst nahm, als ginge es um den Titel: Lafont kam für Jonquet (dessen Mittelläuferposition Lerond einnahm und für den Penverne die Spielführerbinde anlegte) und der junge Douis für Piantoni, der wegen einer akuten Blinddarmreizung kurzfristig ins Krankenhaus musste.
Gegen die gleichfalls auf mehreren Positionen neu aufgestellten Westdeutschen diktierten les Bleus von Anfang an das Geschehen, wirkten so frisch und hungrig wie bei ihrem ersten Auftritt gegen Paraguay und trugen prächtige Konter vor. Es war das vierte Spiel dieser WM, in dem auch neutrale Beobachter die Leistung Frankreichs mit der Brasiliens auf eine Stufe stellten, namentlich den Spielgestalter und den Torjäger in höchsten Tönen lobten.
Dr. Friedebert Becker schrieb im Kicker: „Frankreich gab den Deutschen heute eine Lektion, … verdiente sich die bronzene Medaille! Sie lohnen [sic!] ein Stürmerspiel … nahe der Vollendung. Wir sind gespannt, ob es morgen Brasilien oder Schweden gelingt, die Franzosen in den Schatten zu stellen.“
Und L’Équipe zitierte Frankreichs Trainer Albert Batteux mit den Worten „Das war der Sieg des Geistes über die Materie“.

## Fazit
Dieser dritte Platz war der bis dahin größte Erfolg einer französischen Nationalelf – und die 13 Treffer, die Just Fontaine in den sechs Spielen erzielte (dazu in jedem Spiel mindestens ein Tor), stellen bis heute (2024) den Rekord sämtlicher bisherigen WM-Endrunden dar. Außerdem wurde zum besten Spieler des Turniers nicht etwa einer der brillant aufspielenden brasilianischen Weltmeister gewählt, sondern mit Raymond Kopa der Spielgestalter der Équipe Tricolore.